# Callback
Es una técnica, por la cual se le ofrece al cliente que está en cola de espera la posibilidad de devolverle la llamada en un tiempo determinado.
Esto convierte una cola de espera en un nuevo contacto de llamada saliente mejorando la productividad de los agentes trabajado en modalidad blending. 
En telefonía, un retrollamado (en inglés: callback) es un proceso por el cual una persona que origina una llamada telefónica, es inmediatamente colgado y vuelto a llamar (tras unos segundos) sin que incurra en ningún tipo de coste en la realización de dicha llamada.

## Llamadas internacionales
El retrollamado es un método para realizar llamadas internacionales a bajo coste, usando sistemas que pueden o no estar ubicados en países diferentes al de emisión de la llamada. También pueden usarse para llamados en el mismo país, cuando se esté en redes diferentes (y que hagan incurrir en costes elevados de originación).

## Procedimiento
1. El usuario marca un número de acceso del sistema (un número telefónico que comúnmente es un fijo). Los proveedores de retrollamado tienen diferentes números de acceso para distintos países.
2. El sistema tiene un identificador de llamadas que detecta el número telefónico del usuario que está llamando (que puede o no estar previamente registrado en el sistema), y cuelga la llamada. Si el operador tradicional no cobra por timbrar (lo cual regularmente pasa), entonces el usuario no ha incurrido en gastos aún.
3. El usuario nota que el sistema ha rechazado su llamado (puede oír como tiene tono de ocupado o similar). A partir de ese momento, el usuario simplemente debe esperar a que el sistema le devuelva la llamada. Tras unos segundos, entra el llamado de retrollamado, el usuario descuelga (contesta). Puede que el sistema pida algún tipo de autenticación (a lo que el usuario deberá marcar los datos correctos) o simplemente se obtiene tono para llamar (esto dependerá del sistema y de su configuración).
4. Cuando se tenga tono para llamar, el usuario deberá marcar el número al que quiere llamar. El formato del número lo especifica el proveedor. Muchas veces se usa la recomendación E.164: Código del País + Código de Área + Número Telefónico.

## Costes
El coste del servicio se compone de dos partes: el llamado que recibe para obtener tono más la llamada saliente a realizar. Por ejemplo, un usuario español viaja a Estados Unidos y desea llamar a Australia. Si hiciese la llamada directamente, incurriría en costes altísimos debido a que se encuentra en Itinerancia. Para abaratar la factura, el usuario utiliza el sistema de retrollamado de algún proveedor. Si el coste de llamar desde España a EUA es de 0.02 €/min (se usan proveedores de Voip) y el coste de llamar desde España a Australia es de 0.10 €/min, el total de la comunicación será de 0.12 €/min, muy inferior a los probables 2 o 3 euros que costaría llamar desde el celular (o móvil) español del usuario en roaming desde Estados Unidos.

## Proveedores
IAS. CORP. es una de las primeras compañías basada en los Estados Unidos que empezó a ofrecer el sistema de retrollamado. Además, existen diversas empresas reconocidas que facilitan este tipo de servicios como son Phone2call, GlobalTel, MiBlastar, Alliance Communication, Save a Minute, Jajah.

## Seguridad en módems
Un módem permite a una computadora (el cliente) establecer una conexión a otro (el servidor) marcando el número de teléfono del servidor. Esto es un sistema inseguro ya que no hay una autenticación del creador de la llamada. Una forma de incrementar la seguridad es imponer un protocolo retrollamado de módem, que normalmente sigue esta serie de pasos:
1. La computadora cliente llama a la computadora servidor.
2. Después de un saludo el cliente se identifica, normalmente con un nombre de usuario o simplemente un número.
3. El servidor desconecta el llamado.
4. Basándose en el nombre de usuario y una lista de números de teléfonos de usuarios, el servidor establecerá una devolución de llamado a la computadora cliente.
5. La computadora cliente, que está esperando la devolución de la llamada, responderá y la comunicación entre las dos computadoras continuará de forma normal.

Algunas veces la configuración de devolución de llamada puede usarse también para que el cliente no tenga que pagar el llamado y evitarle así una factura telefónica abultada.